# Liste der Einträge im National Register of Historic Places im Williamson County (Illinois)

Lage des Williamson County in Illinois

Die Liste der Einträge im National Register of Historic Places im Williamson County in Illinois führt die Bauwerke und historischen Stätten im Williamson County auf, die in das National Register of Historic Places aufgenommen wurden.

## Legende
| NRHP | Historic Place    |
| HD   | Historic District |

## Aktuelle Einträge
| [ 2 ] | Name                   | Bild                   | Eintragsdatum        | Lage                                                         | Ort    | Beschreibung |
| ----- | ---------------------- | ---------------------- | -------------------- | ------------------------------------------------------------ | ------ | ------------ |
| 1     | Willis Allen House     | Willis Allen House     | 1982 ID-Nr. 82002606 | 514 South Market Street 37° 43′ 36″ N, 88° 55′ 39″ W         | Marion |              |
| 2     | Goddard Chapel         | Goddard Chapel         | 1986 ID-Nr. 86003157 | Rose Hill Cemetery an der IL 37 37° 44′ 36″ N, 88° 55′ 51″ W | Marion |              |
| 3     | Ed. M. Stotlar House   | Ed. M. Stotlar House   | 2002 ID-Nr. 02001354 | 1304 West Main Street 37° 43′ 58″ N, 88° 56′ 23″ W           | Marion |              |
| 4     | Williamson County Jail | Williamson County Jail | 2007 ID-Nr. 07000476 | 105 South Van Buren Street 37° 43′ 50″ N, 88° 55′ 41″ W      | Marion |              |